# Агентство Телевизионных Новостей
Агентство телевизионных новостей (АТН) — белорусское информационное агентство, входящее в состав медиахолдинга «Белтелерадиокомпания».

## История
До декабря 1994 года выпуски дневных новостей и вечернюю итоговую программу «Панорама» к эфиру на Белорусском телевидении готовила редакция информационных программ. С целью более эффективной и оперативной подачи информации в новом современном формате было принято решение создать специальное новостное подразделение. Им стала Главная дирекция «Агентство телевизионных новостей» (АТН) Белтелерадиокомпании.
Первый выпуск новостей иного формата от АТН вышел в эфир 9 января 1995 года. Именно этот день принято считать датой образования агентства.
Команда АТН сложилась, в основном, из молодых журналистов БТ с различных редакций. Долгое время штат состоял всего из 15 человек. График прямых эфиров был жёстким для нового подразделения: необходимо было сохранить прежний объём вещания, но содержание должно было поменять форму и приблизиться к мировым стандартам. Тогда же появилась и новая профессия для белорусского телевидения — ведущий информационной программы, — которая сменила советский институт дикторов. Теперь ведущий участвовал в полном цикле создания информационного выпуска: каждое сообщение «пропускалось через себя», менялся стиль изложения, внедрялись связки между различными блоками информации. Ведущие начали часто выступать и в роли корреспондентов.
С 1995 года структура информационных передач существенно меняется. В каждом выпуске выделялась важнейшая «новость дня» — лейтмотив всего выпуска. Изменения претерпевают и дизайн студии, и формат выпуска. Так, в итоговых передачах в кадре могли работать одновременно 5 человек: двое ведущих, политический обозреватель, спортивный комментатор и специалист-метеоролог. Зачастую диалоги между ними были чистой импровизацией.
С новым подходом в подаче информации появился и несколько новый для белорусского ТВ формат — авторский. Так, с мая 1995 года в эфир стала выходить еженедельная информационно-аналитическая программа «Резонанс» с Александром Зимовским.
В 1996 году появилась программа «Специальный репортаж» — отклик на важнейшие события в мире и в Белоруссии. Выходила она вечером в блоке с «Панорамой». Авторы активно использовали материалы, снятые и в регионах.
До января 1995 года информационные выпуски выходили только днём. По состоянию на 2015 год в программе 7 новостных выпусков, а также вечерний итоговый информационный канал «Панорама». В день выборов президента Беларуси 11 ноября 2015 года АТН Белтелерадиокомпании побило рекорд по информационному вещанию — новости выходили каждый час с 8 утра, а итоговая программа «Главный эфир» вещала с 19:50 до 3:00 ночи в прямом эфире.
11 ноября 2021 года информационные выпуски выходили каждый час на фоне миграционного кризиса в Беларуси, а с 12:00 до 14:10 в рамках информационного марафона.

## АТН сегодня
Кроме новостных выпусков, АТН готовит постоянные телевизионные проекты, цикловые программы и спецпроекты, выходящие на телеканалах «Беларусь 1», «Беларусь 2», «Беларусь 3» и «Беларусь 24». Архив проектов и новостных выпусков АТН размещают на сайте Белтелерадиокомпании и в официальных сообществах Агентства теленовостей в социальных сетях.
В структуре АТН с 15 апреля 2014 года функционирует дирекция интернет-новостей. В её задачи входит создание собственных интернет-проектов, а также представление новостей и рейтинговых программ Белтелерадиокомпании в социальных сетях и видеохостингах.
С 2017 года АТН руководит главный директор Гусаченко Сергей Александрович, назначенный в мае 2018 года заместителем Председателя Белтелерадиокомпании. Предыдущий глава Агентства теленовостей Иван Михайлович Эйсмонт был назначен заместителем Председателя Белтелерадиокомпании, а в феврале 2018 года занял пост Председателя крупнейшего медиахолдинга страны. В штате АТН работают сегодня более 300 специалистов.
Работа агентства удостоена ряда наград и премий. В планах — создание нового новостного канала, сравнимого с Euronews и BBC, на базе Агентства телевизионных новостей.

## Цензура и пропаганда
Агентство телевизионных новостей, производящее информационные выпуски и спецпроекты для канала, часто обвиняют в предвзятой проправительственной точке зрения. По мнению критиков, «Беларусь-1» необоснованно тратит большую часть своего эфирного времени на новости правительства, в том числе Александра Лукашенко. Международные эксперты и белорусская оппозиция традиционно называют государственное телевидение одним и важнейших пропагандистских инструментов белорусских властей. Его обвиняют в дезинформации, пропаганде политических репрессий, манипуляциях на выборах и оскорблениях критиков режима Лукашенко.
Уволившаяся в августе 2020 года на фоне протестов после президентских выборов 2020 года журналист Агентства телевизионных новостей сообщила, что на месте работы существовала серьёзная цензура. Например, существовал список людей, имена которых нельзя упоминать в новостях, включавший оппозиционных политиков, существовал чёрный список экономистов и политологов, у которых нельзя было брать комментарии, не допускалось употребление в сюжетах слов «сталинизм», «культ личности», «ГУЛАГ». Существование цензуры также подтвердил уволившийся тогда же журналист АТН Александр Лучонок.